# NGC 247
NGC 247 (také známá jako Caldwell 62) je spirální galaxie v souhvězdí Velryby vzdálená přibližně 11,6 milionů světelných let. Objevil ji britský astronom William Herschel v roce 1784. Je součástí skupiny galaxií v Sochaři a nachází se tedy velmi blízko k Místní skupině galaxií. Na jedné straně disku se nachází neobvykle velká řídká oblast, ve které se nachází pouze starší červené hvězdy a chybí mladé modré hvězdy.
Na obloze se nachází v jihozápadní části souhvězdí, 3 stupně jihovýchodně od hvězdy Diphda. Má malou plošnou jasnost a ve střední Evropě nevychází vysoko nad obzor. Za kvalitních pozorovacích podmínek je viditelná větším triedrem jako mlhavá skvrnka, nevýrazné jádro a náznaky skvrnitosti ukáže až větší amatérský astronomický dalekohled. Na její jižní okraj se promítá hvězda 9,5 magnitudy HD 4529. 4,5 stupně jižně leží Galaxie Sochař. 

## Sousední galaxie
NGC 247 patří mezi galaxie gravitačně vázané ke galaxii Sochař (NGC 253). Tyto galaxie tvoří malé jádro uprostřed skupiny galaxií v Sochaři, která sousedí s Místní skupinou galaxií.
Většina ostatních galaxií v této skupině je k tomuto jádru gravitačně vázána pouze slabě.